# New London (Wisconsin)
New London es una ciudad ubicada en el condado de Waupaca en el estado estadounidense de Wisconsin. En el Censo de 2010 tenía una población de 7.295 habitantes y una densidad poblacional de 487,81 personas por km².

## Geografía
New London se encuentra ubicada en las coordenadas 44°23′45″N 88°44′19″O / 44.39583, -88.73861. Según la Oficina del Censo de los Estados Unidos, New London tiene una superficie total de 14.95 km², de la cual 14.37 km² corresponden a tierra firme y (3.93%) 0.59 km² es agua.

## Demografía
Según el censo de 2010, había 7.295 personas residiendo en New London. La densidad de población era de 487,81 hab./km². De los 7.295 habitantes, New London estaba compuesto por el 93.17% blancos, el 0.25% eran afroamericanos, el 0.66% eran amerindios, el 0.86% eran asiáticos, el 0.01% eran isleños del Pacífico, el 3.78% eran de otras razas y el 1.26% pertenecían a dos o más razas. Del total de la población el 6.85% eran hispanos o latinos de cualquier raza.